# 摩根·弗里曼
摩根·弗里曼（英語：Morgan Freeman，1937年6月1日—）是一位美國男演員、導演，曾分別獲得一次奧斯卡金像獎與金球獎。摩根·弗里曼於90年代初成名，並演出過許多好萊塢電影。

## 生平

### 早年
摩根·弗里曼出生在田納西州的孟菲斯，父親摩根·波特菲爾德·弗里曼（Morgan Porterfield Freeman）為理髮師，於1961年死於肝硬化，母親梅米·愛德娜（Mayme Edna）則是清潔工。摩根·弗里曼排行第四，為家中最年幼的兒子。摩根·弗里曼全家在兒童時期經常搬家，包括密西西比州的綠林塢（Greenwood）、加里與芝加哥。摩根·弗里曼在8歲時首次登台表演，在學校戲劇中扮演主角。12歲時贏得州際戲劇競賽，並且在高中時於納許維爾的廣播劇表演。在1955年，摩根·弗里曼拒絕傑克森州立大學部分戲劇的獎學金，選擇成為美國空軍的技工。
弗里曼在1960年代早期遷居到洛杉磯，在洛杉磯社區大學中工作。在這時期，他也住在紐約，並且是1964年紐約世界博覽會的舞者。而他也是舊金山的歌劇音樂團體的成員。
他在1967年時於外百老匯音樂劇初次登臺演出，在《The Nigger Lovers》（有關非裔美國人民權運動中的自由行）中飾演加維葳卡·林德弗斯（Viveca Lindfors）的對手。弗里曼在1968年於百老匯初次登臺，演出全部由黑人演出的《你好，多莉！》（Hello, Dolly!），由凱伯·凱洛威（Cab Calloway）與琵兒·貝利（Pearl Bailey）所主演。

### 演員生涯

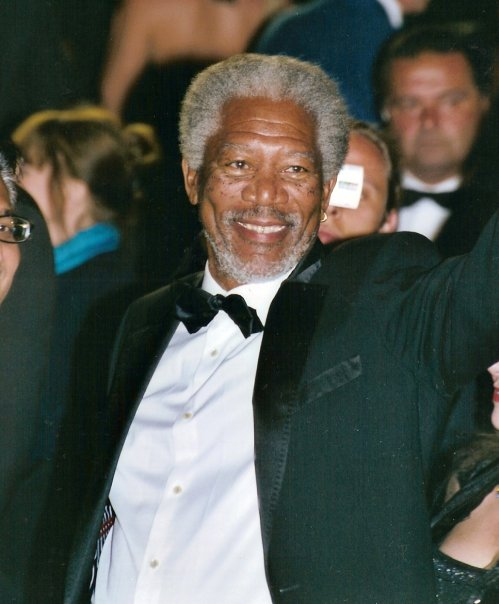
出席2005年的康城影展

雖然摩根·弗里曼第一次確切在電影中演出是1971年的《Who Says I Can't Ride a Rainbow?》，不過他第一次在美國媒體上出現則是在肥皂劇《Another World》與公共廣播協會的兒童劇場《電力公司》中，並且曾經宣稱他應該比計畫中還要早離開《電力公司》。
從1980年代中期開始，摩根·弗里曼開始在許多劇情片中演出重要的配角，扮演一位睿智的長者為他贏得良好的名聲。因此，他在電影中扮演的角色也越來越重要，例如《溫馨接送情》（Driving Miss Daisy）中的霍克（Chauffeur Hoke）、《光榮戰役》中的羅林斯軍曹，這兩部電影都是在1989年上映。
摩根·弗里曼的明星氣質已經在1990年代的幾部他所主演的著名電影中顯露出來，例如《俠盜王子羅賓漢》（Robin Hood: Prince of Thieves）、《火線追緝令》與《彗星撞地球》（Deep Impact）。摩根·弗里曼在1994年極受好評的電影《刺激1995》中扮演囚犯瑞德的角色，並且入圍了奧斯卡最佳男主角獎。
摩根·弗里曼及洛莉·麥克里（Lori McCreary）在1997年成立了Revelations娛樂製片公司與線上電影下載公司ClickStar。
摩根·弗里曼與喜劇演員金·凯瑞在2003年時共同主演了賣座喜劇片《王牌天神》，在劇中費里曼扮演上帝的角色。這部片後來在上映的第一週奪下北美票房的冠軍，續集《冒牌天神2》則於2007年上映，並再度成為當週的票房冠軍。
摩根·弗里曼也曾與中國武打演員李連杰一起演出電影《狼犬丹尼》（Danny The Dog），飾演一位失明的修琴師傅。
由於摩根·弗里曼獨特的聲音容易被人們辨認出來，所以他經常擔任旁白的角色。單單在2005年，摩根·弗里曼就在兩部知名電影中擔任旁白，分別是《強戰世界》與贏得奧斯卡獎的紀錄片《企鵝寶貝》（March of the Penguins）。在入圍3次奧斯卡獎（分別是1987年的《惡街實況》、1989年的《山水喜相逢》與1994年的《刺激1995》）之後，摩根·弗里曼終於在2005年以《登峰造擊》獲得第77屆的奧斯卡最佳男配角獎。
摩根·弗里曼在《遗愿清单》中與杰克·尼科尔森演出對手戲，扮演一位末期的癌症病患，這部電影於2008年上映。
摩根·弗里曼在2008年4月重回百老匯演出麥克·尼可斯（Mike Nichols）執導克里夫·歐戴茲（Clifford Odets）的戲劇《鄉村少女》（The Country Girl）。法蘭西絲·麥朵曼與彼得·葛拉罕（Peter Gallagher）並主演這部作品。
2012年1月，他获得第69屆金球獎终身成就奖。

## 演出作品
| - 《電力公司》（The Electric Company，1971年）－電視連續劇（1971至1977年） - 《黑獄風雲》（Brubaker，1980年） - 《學店》（Teachers，1984年） - 《恕難從命》 （Marie，1985年） - 《That Was Then... This Is Now》 （1985年） - 《惡街實況》（Street Smart，1987年） - 入圍奧斯卡最佳男配角獎 - 入圍金球獎最佳電影男配角 - 《光榮戰役》 （Glory，1989年） - 《溫馨接送情》 （Driving Miss Daisy，1989年） - 金球獎最佳音樂及喜劇類電影男主角 - 入圍奧斯卡最佳男主角獎 - 《鐵腕校長》 （Lean on Me，1989年） - 《走夜路的男人》 （The Bonfire of the Vanities，1990年） - 《俠盜王子羅賓漢》 （Robin Hood: Prince of Thieves，1991年） - 《小子要自強》 （The Power of One，1992年） - 《不可饶恕》 （Unforgiven，1992年） - 《逮捕》 （Bopha!，1993年）－擔任導演 - 《肖申克的救赎》（“The Shawshank Redemption”，1994年） - 入圍奧斯卡最佳男主角獎 - 入圍金球獎最佳戲劇類電影男主角 - 入圍美國演員工會獎最佳男主角 - 《火線追緝令》 （Seven，1995年） - 《危機總動員》 （Outbreak，1995年） - 《連鎖反應》 （Chain Reaction，1996年） - 《情婦法蘭德絲》 （Moll Flanders，1996年） - 《斷鎖怒潮》 （1997年） - 《桃色追捕令》/《驚唇劫》 （Kiss the Girls，1997年） - 《彗星撞地球》 （Deep Impact，1998年） - 《驚濤毀滅者：大洪水》 （Hard Rain，1998年） - 《懸疑對戰》 （Under Suspicion，2000年） - 《真愛來找碴》 （Nurse Betty，2000年） - 《全面追緝令》 （Along Came a Spider，2001年） - 《恐懼的總和》 （The Sum of All Fears，2002年） - 《案藏玄機》 （High Crimes，2002年） - 《王牌天神》 （Bruce Almighty，2003年） - 《捕夢網》 （Dreamcatcher，2003年） - 《登峰造擊》 （2004年） - 奧斯卡最佳男配角獎 - 美國演員工會獎最佳男配角 - 入圍金球獎最佳電影男配角 - 《夏威夷生死鬥》 （The Big Bounce，2004年） - 《企鵝寶貝》 （March of the Penguins，2005年）－擔任旁白主述 - 《美麗待續》 （An Unfinished Life，2005年） - 《強戰世界》 （2005年）－擔任旁白 - 《蝙蝠俠：開戰時刻》 （2005年） - 《狼犬丹尼》 （Danny The Dog，2005年） - 《10 Items or Less》（2006年） - 《驚爆頭條內幕》 （Edison Force，2006年） - 《幸运数字斯莱文》 （Lucky Number Slevin，2006年） - 《愛情盛宴》 （The Feast of Love，2007年） - 《冒牌天神2》 （Evan Almighty，2007年） - 《天敵》（The Contract，2007年） - 《失蹤人口》（Gone Baby Gone，2007年） - 《遗愿清单》（The Bucket List，2008年） - 《刺客聯盟》（Wanted，2008年） - 《蝙蝠俠：黑暗骑士》 （The Dark Knight，2008年） - 《偷天密碼》（The Code，2009年） - 《打不倒的勇者》（Invictus，2009年，纳尔逊·曼德拉） - 入圍奧斯卡最佳男主角獎 - 入圍金球獎最佳戲劇類電影男主角 - 入圍美國演員工會獎最佳男主角 - 《超危險特工》（Red，2010年） - 《王者之劍3D》（Conan the Barbarian，2011年） - 《溫特的故事：泳不放棄》（Dolphin Tale，2011年） - 《貝拉的魔法》（2011年） - 《蝙蝠俠：黑暗骑士崛起》 （The Dark Knight Rises，2012年） - 《再造奇蹟》 （The Magic of Belle Isle，2012年） - 《全面攻佔：倒數救援》 （Olympus Has Fallen，2013年） - 《出神入化》 （Now You See Me，2013年） - 《遺落戰境》 （Oblivion，2013年） - 《樂高玩電影》 （LEGO，2013年/ voice only) - 《賭城大丈夫》 （Last Vegas，2013年) - 《摩根費里曼之穿越蟲洞》 （Through the wormhole with Morgan Freeman，2012年) - 《全面進化》 （Transcedence，2014年) - 《》 （Lucy，2014年） - 《溫特的故事：泳不放棄2》 （Dolphin Tale 2，2014年） - 《魯斯與亞歷克斯》 （5 Flights Up，2014年）－兼執行製片人 - 《第七軍團：最後戰役》 （Last Knights，2015年） - 《熊麻吉2》 （Ted 2，2015年） - 《即刻殺機》 （Momentum，2015年） - 《全面攻佔2：倫敦救援》 （London Has Fallen，2016年） - 《出神入化2》 （Now You See Me 2，2016年） - 《賓漢》 （Ben-Hur，2016年） - 《瀟灑搶一回》 （Going in Style，2017年） - 《對頭冤家》 （Just Getting Started，2018年） - 《全面攻佔3：天使救援》 （Angel Has Fallen，2019年） - 《殺手保鑣2》 （2021年） - 《特別行動：母獅》 （Special Ops: Lioness，2023年） |

## 獲獎與榮譽
- 1987年：以《惡街實況》（Street Smart）入圍奧斯卡最佳男配角獎
- 1989年：以《溫馨接送情》（Driving Miss Daisy）入圍奧斯卡最佳男主角獎
- 1989年：以《溫馨接送情》獲得金球獎最佳男主角獎-喜劇與音樂劇類
- 1994年：以《刺激1995》入圍奧斯卡最佳男主角獎
- 2004年：以《登峰造擊》獲得奧斯卡最佳男配角獎
- 2011年：获得美国电影学会终身成就奖
- 2012年：获得第69屆金球獎终身成就奖
- 2018年：獲得演員工會獎 終身成就獎

## 爭議

### 性騷擾指控
2018年，據美國有線電視新聞網CNN調查報導，至少16名女性指控費里曼性騷擾，此外還有8人曾親眼目睹他的不當行為，報導沒有揭露她們的姓名。費里曼對此發表聲明致歉：「只是想開玩笑、展現幽默，對於因此感到不適、不受尊重的人，致上我的歉意，這並非我的本意。」部分的指控者（包括記者Tyra Martin）出面澄清，表示CNN的報導是斷章取義。費里曼的律師則要求撤回報導。演員工會（Screen Actors Guild）則沒有對這些指控提出任何對應舉措。

## 個人生活
摩根·弗里曼與珍娜（Jeanette Adair Bradshaw）在1967年10月22日結婚，在1979年離婚。
後來在1984年6月16日，摩根·弗里曼與Myrna Colley-Lee成為夫妻。
目前弗里曼有2個兒子：阿方索（Alfonso Freeman）與Saifoulaye Freeman，也抚養了前妻的女兒迪娜（Deena Freeman），後來又有第2個女兒摩卡娜（Morgana Freeman）。
摩根·弗里曼目前住在查理斯敦與紐約市。
摩根·弗里曼公開地反對慶祝黑人歷史月（Black History Month），並且不會參加任何相關的活動。他說「我不需要黑人歷史月，黑人歷史就是美國歷史。」摩根·弗里曼認為終止種族主義的唯一途徑就是停止談論它，他並注意到沒有「白種人歷史月」。
摩根·弗里曼曾在迈克·华莱士的60分鐘訪談中說「我將停止稱呼你為白種人，並且要求你停止稱我為黑人」。
摩根·弗里曼於2006年10月28日在傑克遜接受密西西比藝術與文學院的終身成就獎，表彰其演藝事業貢獻，摩根·弗里曼並也在2006年5月13日三角洲州立大學舉行畢業典禮的期間，接受該校藝術與文學的榮譽博士學位。
摩根·弗里曼於2008年8月3日凌晨在密西西比州位於曼菲斯南方約一六零公里處的塔拉哈奇市發生車禍，傷及手部，沒有生命危險。
2014年，英國倫敦市授予費里曼「自由市民」（榮譽市民）頭銜。
| 獎項                              | 獎項                                    | 獎項                            |
| --------------------------------- | --------------------------------------- | ------------------------------- |
| 上一届： 湯姆·漢克 《飛向未來》   | 金球獎最佳音樂及喜劇類電影男主角 1990年 | 下一届： 傑哈德·巴狄厄 《綠卡》 |
| 上一届： 提姆·羅賓斯 《神秘河流》 | 奧斯卡最佳男配角獎 百万宝贝 2004年      | 下一届： 喬治·克隆尼 《諜對諜》 |
| 上一届： 提姆·羅賓斯 《神秘河流》 | 美國演員工會獎最佳男配角 2004年         | 下一届： 保羅·賈麥提 《》       |